# مارتین کووا
مارتین کووا (انگلیسی: Martin Kove؛ زادهٔ ۶ مارس ۱۹۴۷) یک بازیگر آمریکایی است. او بیشتر برای بازی در نقش جان کریس، آنتاگونیست اصلی فیلم بچه کاراته‌کار (۱۹۸۴) شناخته می‌شود. او این نقش را در فیلم‌های بچه کاراته‌کار ۲ (۱۹۸۶) و بچه کاراته‌کار ۳ (۱۹۸۹) همچین سریال تلویزیونی کبرا کای (۲۰۱۸–اکنون) تکرار کرد.
کوو در شهر نیویورک در محله بروکلین در یک خانواده یهودی آمریکایی متولد شد.او همچنین پدر بازیگر جسی کوو (متولد ۱۹۹۰) است.
از دیگر فیلم‌های که وی در آن نقش داشته است می‌توان به رمبو ۲، آل کاپون، مسابقه مرگ ۲۰۰۰، بچه کاراته کار، آخرین خانه سمت چپ، اشاره کرد.